# Bernhard Rathgen (Waffenhistoriker)
Bernhard Rathgen (* 4. September 1847 in Kopenhagen; † 21. Februar 1927 in Marburg) war ein deutscher Offizier, preußischer Generalleutnant und Waffenkundler. Seine Forschungen zum Geschütz im Mittelalter gelten als richtungsweisend für die heutige Militärgeschichte und Waffenkunde.

## Leben
Sein gleichnamiger Vater Bernhard Rathgen war Leiter des schleswigschen Justizdepartements in Kopenhagen. Schon als Kind kam Rathgen mit dem Werk seines Großvaters mütterlicherseits, des bereits 1831 verstorbenen Althistorikers Barthold Georg Niebuhr, in Kontakt. So übernahm Rathgen die quellenkritische Untersuchungsmethode Niebuhrs später in seinen eigenen Forschungen. Mit Beginn der schleswig-holsteinischen Erhebung musste die Familie Kopenhagen verlassen und zog nach Weimar, wo Rathgens Vater das Amt des Präsidenten der Generalkammer erhielt.
Nach Besuch der Schule meldete sich Rathgen 1865 in Koblenz freiwillig als Offiziersanwärter zur Artillerie der Preußischen Armee und nahm im Jahr darauf als Fähnrich am Krieg gegen Österreich teil. 1867 erhielt Rathgen das Offizierspatent und wurde als Sekondeleutnant in das Hessische Feldartillerie-Regiment Nr. 11 nach Kassel versetzt. 1869 gelangte er an die Vereinigte Artillerie- und Ingenieurschule in Berlin. Während des Deutsch-Französischen Krieges nahm er an der Belagerung von Paris teil und erhielt das Eiserne Kreuz II. Klasse.
Mittlerweile zum Premierleutnant avanciert, wurde Rathgen 1875 als Direktionsoffizier an die Vereinigte Artillerie- und Ingenieurschule kommandiert und Mitte Februar 1876 in das Westfälische Fußartillerie-Regiments Nr. 7 versetzt. 1880 stieg Rathgen zum Hauptmann und Chef der 4. Kompanie in Wesel auf. Unter Stellung à la suite wurde Rathgen zur Dienstleistung in das Kriegsministerium nach Berlin kommandiert. Bald erfolgte die Beförderung zum Major. In Berlin verkehrte Rathgen regelmäßig in intellektuellen Kreisen, etwa bei seinem Schwager Gustav von Schmoller und dem Militärhistoriker Hermann von Müller. 1890 wurde Rathgen zum Kommandeur des Schleswigschen Fußartillerie-Bataillons Nr. 9 ernannt. Mit dieser Beförderung erhielt er die Position des Abteilungschefs der Geschützabteilung im Kriegsministerium. Vom 7. Februar 1893 bis zum 26. Juli 1894 war er Kommandeur des Westfälischen Fußartillerie-Regiments Nr. 7 und übernahm anschließend als Oberst in gleicher Eigenschaft das Garde-Fußartillerie-Regiment in Spandau und Küstrin. Zugleich fungierte Rathgen als Mitglied der Prüfungskommission für Hauptleute und Premierleutnants der Fußartillerie. Nachdem man ihn am 18. Oktober 1897 zunächst mit der Führung der 4. Fußartillerie-Brigade in Straßburg beauftragt hatte, wurde er einen Monat später unter Beförderung zum Generalmajor Kommandeur dieses Großverbandes. In dieser Stellung erhielt er im Februar 1898 das Kommandeurkreuz des Siamesischen Weißen Elefantenordens und anlässlich des Ordensfestes im Januar 1899 den Roten Adlerorden II. Klasse mit Eichenlaub. Unter Verleihung des Charakters als Generalleutnant wurde Rathgen in Genehmigung seines Abschiedsgesuches am 18. Mai 1901 mit der Pension zur Disposition gestellt.
Während des Ersten Weltkriegs wurde Rathgen wiederverwendet und diente im besetzten Belgien als General der Fußartillerie beim Gouvernement von Namur. Mit dem Ende des Ersten Weltkrieges musste der zwischenzeitlich pensionierte Rathgen Straßburg verlassen und zog nach Marburg, wo er 1927 starb.

## Werk als Waffenkundler
Bereits als junger Offiziersanwärter war Rathgen mit der Militärgeschichte in Berührung gekommen. Er interessierte sich besonders für die Ursprünge seiner eigenen Waffengattung, der Artillerie. Noch während seiner aktiven Laufbahn nutzte Rathgen daher seine Urlaube zur Sichtung von Archivalien und Museumssammlungen in ganz Deutschland. Diese Bemühungen förderte Hermann von Müller besonders. Rathgen erbat seinen Abschied 1901 vor allem, um sich vollständig seinen Forschungen zum Geschütz im Mittelalter widmen zu können. Bedingt durch die schlechte wirtschaftliche Lage konnte sein Manuskript 1923 jedoch nicht gedruckt werden, sodass Rathgen einzelne Aufsätze daraus auf eigene Kosten veröffentlichte. 1926 empfahl Otto Johannsen dem Verein Deutscher Ingenieure ausdrücklich, Rathgens Manuskript zu veröffentlichen. Durch Rathgens Tod im Jahre 1927 musste das Manuskript vom ehemaligen Leiter der Krupp-Artilleriefertigung Max Dreger (1852–1929) fertiggestellt und zusammengefügt werden, bevor es 1928 erschien.
Rathgen zog mit seinen quellenkritischen Untersuchungen erstmals umfangreich archivalische Quellen zum mittelalterlichen Geschütz und Belagerungsgerät heran. Ihm ist unter anderem indirekt die Überlieferung zahlreicher während des Zweiten Weltkrieges zerstörter Archivalien zu verdanken. Ein besonderes Augenmerk legte Rathgen auf Beschaffungs- und Inventarlisten der mittelalterlichen Städte. Sein Buch Das Geschütz im Mittelalter gilt bis heute als Standardwerk der historischen Waffenkunde. Volker Schmidtchen bezeichnet Rathgens Manuskript als „Für seine Zeit bahnbrechendes Werk“.
Als überzeugter Patriot versuchte Rathgen, das Pulvergeschütz als deutsche Erfindung herauszuarbeiten. Die These der Erfindung des Schießpulvers durch den heute als Sagengestalt identifizierten Mönch Berthold Schwarz lehnte er hingegen ab. Heute ist bekannt, dass sich die Pulverwaffe im 13. Jahrhundert in China aus der Feuerlanze entwickelte.
Für seine Beiträge zur historischen Waffenkunde verlieh die Universität Marburg Rathgen die Ehrendoktorwürde.

## Schriften (Auswahl)
- Die Pulverwaffe im Deutschordensstaat von 1362 bis 1450. In: Elbinger Jahrbuch 2, 1921/22, S. 1–116.
- Frankfurter Prunkgeschütze und ihre Meister. In: Zeitschrift für historische Waffen - und Kostümkunde 9, 1921/22, S. 83–108 (Digitalisat).
- Das Aufkommen der Pulverwaffe. Verlag „Die Schwere Artillerie“, München 1925.
- Die Pulverwaffe in Indien. Die Europäische Herkunft derselben. Barbara-Verlag, München 1926.
- Pulver und Salpeter. Schießpulver, Kunstsalpeter, Pulvermühlen im frühen Mittelalter, entnommen der noch ungedruckten Handschrift: Die Pulverwaffe und das Antwerk vor 1450. Barbara-Verlag, München 1926.
- Das Geschütz im Mittelalter. Quellenkritische Untersuchungen. Verlag Deutscher Ingenieure, Berlin 1928 (Digitalisat); Neudruck, mit einer Einleitung von Volker Schmidtchen, Düsseldorf 1987 (in der Reihe Klassiker der Technik).